# Europsko prvenstvo u nogometu – Austrija i Švicarska 2008.
Europsko nogometno prvenstvo 2008. godine održano je u Austriji i Švicarskoj od 7. do 29. lipnja 2008. Nastupilo je 16 nogometnih reprezentacija u 8 gradova domaćina. Europskim prvacima su postali Španjolci, pobjedom u bečkom finalu nad Njemačkom od 1:0. 

## Kandidati
Prvotno su se za ovo prvenstvo kandidirale zajednički: 
- Austrija/Švicarska
- Grčka/Turska
- Hrvatska/Bosna i Hercegovina
- Škotska/Irska
- Rusija, Mađarska
- Norveška/Švedska/Danska/Finska.

Austrija/Švicarska, Grčka/Turska i Mađarska su preporučene prije završnog glasovanja, a na kraju kojega pobijedile su Austrija i Švicarska.

## Gradovi domaćini
| Beč                  | Klagenfurt                            | Salzburg                | Innsbruck         |
| -------------------- | ------------------------------------- | ----------------------- | ----------------- |
| Ernst Happel Stadion | Hypo Group Arena (Wörthersee Stadion) | Wals Siezenheim Stadion | Tivoli Neu        |
| kapacitet: 53.295    | kapacitet: 31.957                     | kapacitet: 31.020       | kapacitet: 31.600 |
|                      |                                       |                         |                   |
|                      |                                       |                         |                   |
| Basel                | Bern                                  | Ženeva                  | Zürich            |
| St. Jakob-Park       | Stade de Suisse                       | Stade de Genève         | Letzigrund        |
| kapacitet: 42.000    | kapacitet: 31.907                     | kapacitet: 31.228       | kapacitet: 30.000 |
|                      |                                       |                         |                   |

## Novi pehar
Na ovom europskom prvenstvu pobjednik će dobiti novu verziju pehara. 
Nova verzija Pehara Henri Delaunay, koju je dizajnirao Asprey London, skoro je jednaka originalnoj verziji koju je dizajnirao Arthus-Bertrand. Među promjenama značajan je stalak koji je sada veći kako bi pehar bio stabilniji i to da su imena prijašnjih pobjednika urezana sa stražnje strane pehara. Pehar je napravljen od srebra, teži 8 kg i visok je 60 cm.

## Kvalifikacije
Kvalifikacijske skupine ždrijebane su 27. siječnja 2006. u Montreuxu. 
Kvalifikacijski proces započeo je mjesec dana nakon završetka Svjetskog prvenstva 2006. Švicarska i Austrija su se direktno kvalificirale kao zemlje domaćini. 
Kvalifikacijski proces promijenio se od prijašnjih kvalifikacija. Pobjednici i drugoplasirani iz 7 skupina direktno su se kvalificirali na EURO. Tako su izostavljena doigravanja, a trećeplasirane momčadi su izgubile svaku priliku za kvalifikaciju. Šest od 7 skupina imalo je 7 momčadi, a jedna je imala 8.

### Kvalificirane momčadi
| Država     | Kvalificirala se kao       | Datum osiguravanja kvalifikacije | Prijašnji nastupi1                                                     |
| ---------- | -------------------------- | -------------------------------- | ---------------------------------------------------------------------- |
| Austrija   | domaćin                    | 12. prosinca 2002.               | 0 (debitanti)                                                          |
| Švicarska  | domaćin                    | 12. prosinca 2002.               | 2 (1996., 2004.)                                                       |
| Poljska    | pobjednik skupine A        | 17. studenog 2007.               | 0 (debitanti)                                                          |
| Portugal   | drugoplasirani u skupini A | 21. studenog 2007.               | 4 (1984., 1996., 2000., 2004.)                                         |
| Italija    | pobjednik skupine B        | 17. studenog 2007.               | 6 (1968., 1980., 1988., 1996., 2000., 2004.)                           |
| Francuska  | drugoplasirani u skupini B | 17. studenog 2007.               | 6 (1960., 1984., 1992., 1996., 2000., 2004.)                           |
| Grčka      | pobjednik skupine C        | 17. listopada 2007.              | 2 (1980., 2004.)                                                       |
| Turska     | drugoplasirani u skupini C | 21. studenog 2007.               | 2 (1996., 2000.)                                                       |
| Češka      | pobjednik skupine D        | 17. listopada 2007.              | 6 (1960.2, 1976.2, 1980.2, 1996., 2000., 2004.)                        |
| Njemačka   | drugoplasirani u skupini D | 13. listopada 2007.              | 9 (1972.3, 1976.3, 1980.3, 1984.3, 1988.3, 1992., 1996., 2000., 2004.) |
| Hrvatska   | pobjednik skupine E        | 17. studenog 2007.               | 2 (1996., 2004.)                                                       |
| Rusija     | drugoplasirani u skupini E | 21. studenog 2007.               | 8 (1960.4, 1964.4, 1968.4, 1972.4, 1988.4, 1992.5, 1996., 2004.)       |
| Španjolska | pobjednik skupine F        | 17. studenog 2007.               | 7 (1964., 1980., 1984., 1988., 1996., 2000., 2004.)                    |
| Švedska    | drugoplasirani u skupini F | 21. studenog 2007.               | 3 (1992., 2000., 2004.)                                                |
| Rumunjska  | pobjednik skupine G        | 17. listopada 2007.              | 3 (1984., 1996., 2000.)                                                |
| Nizozemska | drugoplasirani u skupini G | 17. studenog 2007.               | 7 (1976., 1980., 1988., 1992., 1996., 2000., 2004.)                    |

1 Podebljane godine označavaju da je ta momčad te godine osvojila EURO
2 kao  Čehoslovačka
3 kao  SR Njemačka
4 kao  SSSR
5 kao  ZND

## Reprezentacije na ždrijebu
Ždrijeb je održan 2. prosinca 2007. u Luzernu, a momčadi su u skupine ždrijebali sljedeći ljudi:
- Gianni Infantino, voditelj ždrijeba.
- Peter Schmeichel, 1. jakosna skupina.
- Jürgen Klinsmann, 2. jakosna skupina.
- Didier Deschamps, 3. jakosna skupina.
- Theodoros Zagorakis, 4. jakosna skupina.
- Bernard Dietz, skupina A.
- Anton Ondruš, skupina B.
- Franz Beckenbauer, skupina C.
- Dino Zoff, skupina D.

Prije ždrijeba, reprezentacije su bile poredane u četiri jakosne skupine. 
| 1. jakosna skupina                                                    | 2. jakosna skupina             | 3. jakosna skupina                     | 4. jakosna skupina              |
| --------------------------------------------------------------------- | ------------------------------ | -------------------------------------- | ------------------------------- |
| Švicarska (smještena u A1) Austrija (smještena u B1) Grčka Nizozemska | Hrvatska Češka Italija Švedska | Njemačka Španjolska Portugal Rumunjska | Francuska Poljska Rusija Turska |

Nakon ždrijeba, momčadi su smještene u sljedeće skupine:
| Skupina A                       | Skupina B                          | Skupina C                              | Skupina D                       |
| ------------------------------- | ---------------------------------- | -------------------------------------- | ------------------------------- |
| Švicarska Češka Portugal Turska | Austrija Hrvatska Njemačka Poljska | Nizozemska Italija Francuska Rumunjska | Grčka Švedska Španjolska Rusija |

## Suci
Za natjecanje je izabrano 12 sudaca i 24 pomoćnika:
| Država     | Sudac                  | Pomoćnici                 | Pomoćnici             |
| ---------- | ---------------------- | ------------------------- | --------------------- |
| Austrija   | Konrad Plautz          | Egon Bereuter             | Markus Mayr           |
| Belgija    | Frank de Bleeckere     | Peter Hermans             | Alex Verstraeten      |
| Engleska   | Howard Webb            | Darren Cann               | Mike Mullarkey        |
| Njemačka   | Herbert Fandel         | Carsten Kadach            | Volker Wezel          |
| Grčka      | Kyros Vassaras         | Dimitiris Bozartzidis     | Dimitiris Saraidaris  |
| Italija    | Roberto Rosetti        | Alessandro Griselli       | Paolo Calcagno        |
| Nizozemska | Pieter Vink            | Adriaan Inia              | Hans Ten Hoove        |
| Norveška   | Tom Henning Øvrebø     | Geir Age Holen            | Erik Ræstad           |
| Slovačka   | Ľuboš Micheľ           | Roman Slysko              | Martin Balko          |
| Španjolska | Manuel Mejuto González | Juan Carlos Yuste Jiménez | Jesús Calvo Guadamuro |
| Švedska    | Peter Fröjdfeldt       | Stefan Wittberg           | Henrik Andren         |
| Švicarska  | Massimo Busacca        | Matthias Arnet            | Stephane Cuhat        |

Osim već navedenih, još 8 sudaca je izabrano kao 4. suci na utakmicama:
| Država    | Sudac                |
| --------- | -------------------- |
| Hrvatska  | Ivan Bebek           |
| Francuska | Stephane Lannoy      |
| Mađarska  | Viktor Kassai        |
| Island    | Kristinn Jakobsson   |
| Poljska   | Grzegorz Gilewski    |
| Portugal  | Olegario Benquerenca |
| Škotska   | Craig Thomson        |
| Slovenija | Damir Skomina        |

## Tijek natjecanja i rezulati
Objašnjenje kratica kod tablica u skupinama:
- Momčad = naziv reprezentacije
- Uta. = broj odigranih utakmica u skupini
- Pob. = broj pobjeda
- Izj. = broj remija
- Por. = broj poraza
- Po. = broj postignutih pogodaka
- Pr. = broj primljenih pogodaka
- Gr. = gol-razlika
- Bod. = broj bodova

Objašnjenje boja u tablici skupina:
██ Momčad ispala iz daljnjeg natjecanja.
██ Momčad se plasirala za daljnji tijek natjecanja.

### Natjecanja po skupinama

#### Skupina A
| Momčad          | Uta. | Pob. | Izj. | Por. | Po. | Pr. | Gr. | Bod. |
| --------------- | ---- | ---- | ---- | ---- | --- | --- | --- | ---- |
| Portugal        | 3    | 2    | 0    | 1    | 5   | 3   | +2  | 6    |
| Turska (sastav) | 3    | 2    | 0    | 1    | 5   | 5   | 0   | 6    |
| Češka           | 3    | 1    | 0    | 2    | 4   | 6   | -2  | 3    |
| Švicarska       | 3    | 1    | 0    | 2    | 3   | 3   | 0   | 3    |

| 7. lipnja 2008. 18:00 |           |             |                                                                      |
| Švicarska             | 0 : 1     | Češka       | St. Jakob-Park, Basel Broj gledatelja: 39.730 Sudac: Roberto Rosetti |
|                       | Izvještaj | Svěrkoš 71' | St. Jakob-Park, Basel Broj gledatelja: 39.730 Sudac: Roberto Rosetti |

| 7. lipnja 2008. 20:45     |           |        |                                                                       |
| Portugal                  | 2 : 0     | Turska | Stade de Genève, Ženeva Broj gledatelja: 29.106 Sudac: Herbert Fandel |
| Pepe 61' R. Meireles 93+' | Izvještaj |        | Stade de Genève, Ženeva Broj gledatelja: 29.106 Sudac: Herbert Fandel |

| 11. lipnja 2008. 18:00 |           |                                      |                                                                       |
| Češka                  | 1 : 3     | Portugal                             | Stade de Genève, Ženeva Broj gledatelja: 29.016 Sudac: Kyros Vassaras |
| Sionko 17'             | Izvještaj | Deco 8' C. Ronaldo 63' Quaresma 91+' | Stade de Genève, Ženeva Broj gledatelja: 29.016 Sudac: Kyros Vassaras |

| 11. lipnja 2008. 20:45 |           |                     |                                                                   |
| Švicarska              | 1 : 2     | Turska              | St. Jakob-Park, Basel Broj gledatelja: 39.730 Sudac: Ľuboš Micheľ |
| Yakin 32'              | Izvještaj | Semih 57' Arda 92+' | St. Jakob-Park, Basel Broj gledatelja: 39.730 Sudac: Ľuboš Micheľ |

| 15. lipnja 2008. 20:45 |           |          |                                                                    |
| Švicarska              | 2 : 0     | Portugal | St. Jakob-Park, Basel Broj gledatelja: 39.730 Sudac: Konrad Plautz |
| Yakin 71', 83' (11 m)  | Izvještaj |          | St. Jakob-Park, Basel Broj gledatelja: 39.730 Sudac: Konrad Plautz |

| 15. lipnja 2008. 20:45  |           |                       |                                                                         |
| Turska                  | 3 : 2     | Češka                 | Stade de Genève, Ženeva Broj gledatelja: 29.016 Sudac: Peter Fröjdfeldt |
| Arda 75' Nihat 87', 89' | Izvještaj | Koller 34' Plašil 62' | Stade de Genève, Ženeva Broj gledatelja: 29.016 Sudac: Peter Fröjdfeldt |

#### Skupina B
| Momčad            | Uta. | Pob. | Izj. | Por. | Po. | Pr. | Gr. | Bod. |
| ----------------- | ---- | ---- | ---- | ---- | --- | --- | --- | ---- |
| Hrvatska (sastav) | 3    | 3    | 0    | 0    | 4   | 1   | +3  | 9    |
| Njemačka (sastav) | 3    | 2    | 0    | 1    | 4   | 2   | +2  | 6    |
| Austrija (sastav) | 3    | 0    | 1    | 2    | 1   | 3   | -2  | 1    |
| Poljska (sastav)  | 3    | 0    | 1    | 2    | 1   | 4   | -3  | 1    |

| 8. lipnja 2008. 18:00 |           |                  |                                                                      |
| Austrija              | 0 : 1     | Hrvatska         | Ernst Happel Stadion, Beč Broj gledatelja: 51.428 Sudac: Pieter Vink |
|                       | Izvještaj | Modrić 4' (11 m) | Ernst Happel Stadion, Beč Broj gledatelja: 51.428 Sudac: Pieter Vink |

| 8. lipnja 2008. 20:45 |           |         |                                                                                  |
| Njemačka              | 2 : 0     | Poljska | Wörthersee Stadion, Klagenfurt Broj gledatelja: 30.000 Sudac: Tom Henning Øvrebø |
| Podolski 20', 72'     | Izvještaj |         | Wörthersee Stadion, Klagenfurt Broj gledatelja: 30.000 Sudac: Tom Henning Øvrebø |

| 12. lipnja 2008. 18:00 |           |              |                                                                                  |
| Hrvatska               | 2 : 1     | Njemačka     | Wörthersee Stadion, Klagenfurt Broj gledatelja: 30.461 Sudac: Frank de Bleeckere |
| Srna 24' Olić 62'      | Izvještaj | Podolski 79' | Wörthersee Stadion, Klagenfurt Broj gledatelja: 30.461 Sudac: Frank de Bleeckere |

| 12. lipnja 2008. 20:45 |           |                     |                                                                      |
| Austrija               | 1 : 1     | Poljska             | Ernst Happel Stadion, Beč Broj gledatelja: 51.428 Sudac: Howard Webb |
| Vastić 93+' (11 m)     | Izvještaj | Roger Guerreiro 30' | Ernst Happel Stadion, Beč Broj gledatelja: 51.428 Sudac: Howard Webb |

| 16. lipnja 2008. 20:45 |           |             |                                                                              |
| Poljska                | 0 : 1     | Hrvatska    | Wörthersee Stadion, Klagenfurt Broj gledatelja: 30.461 Sudac: Kyros Vassaras |
|                        | Izvještaj | Klasnić '53 | Wörthersee Stadion, Klagenfurt Broj gledatelja: 30.461 Sudac: Kyros Vassaras |

| 16. lipnja 2008. 20:45 |           |             |                                                                                 |
| Austrija               | 0 : 1     | Njemačka    | Ernst Happel Stadion, Beč Broj gledatelja: 51.428 Sudac: Manuel Mejuto González |
|                        | Izvještaj | Ballack 49' | Ernst Happel Stadion, Beč Broj gledatelja: 51.428 Sudac: Manuel Mejuto González |

#### Skupina C
| Momčad             | Uta. | Pob. | Izj. | Por. | Po. | Pr. | Gr. | Bod. |
| ------------------ | ---- | ---- | ---- | ---- | --- | --- | --- | ---- |
| Nizozemska         | 2    | 3    | 0    | 0    | 9   | 1   | +8  | 9    |
| Italija            | 3    | 1    | 1    | 1    | 3   | 4   | -1  | 4    |
| Rumunjska          | 3    | 0    | 2    | 1    | 1   | 3   | -2  | 2    |
| Francuska (sastav) | 3    | 0    | 1    | 2    | 1   | 6   | -5  | 1    |

| 9. lipnja 2008. 18:00 |           |           |                                                                                  |
| Rumunjska             | 0 : 0     | Francuska | Letzigrund Stadion, Zürich Broj gledatelja: 30.585 Sudac: Manuel Mejuto González |
|                       | Izvještaj |           | Letzigrund Stadion, Zürich Broj gledatelja: 30.585 Sudac: Manuel Mejuto González |

| 9. lipnja 2008. 20:45                                |           |         |                                                                                 |
| Nizozemska                                           | 3 : 0     | Italija | Stade de Suisse, Wankdorf, Bern Broj gledatelja: 30.777 Sudac: Peter Fröjdfeldt |
| van Nistelrooij 26' Sneijder 31' van Bronckhorst 79' | Izvještaj |         | Stade de Suisse, Wankdorf, Bern Broj gledatelja: 30.777 Sudac: Peter Fröjdfeldt |

| 13. lipnja 2008. 18:00 |           |           |                                                                              |
| Italija                | 1 : 1     | Rumunjska | Letzigrund Stadion, Zürich Broj gledatelja: 30.000 Sudac: Tom Henning Øvrebø |
| Panucci 56'            | Izvještaj | Mutu 55'  | Letzigrund Stadion, Zürich Broj gledatelja: 30.000 Sudac: Tom Henning Øvrebø |

| 13. lipnja 2008. 20:45                         |           |           |                                                                               |
| Nizozemska                                     | 4 : 1     | Francuska | Stade de Suisse, Wankdorf, Bern Broj gledatelja: 30.777 Sudac: Herbert Fandel |
| Kuyt 9' van Persie 59' Robben 72' Sneijder 92+ | Izvještaj | Henry 71' | Stade de Suisse, Wankdorf, Bern Broj gledatelja: 30.777 Sudac: Herbert Fandel |

| 17. lipnja 2008. 20:45       |           |           |                                                                                |
| Nizozemska                   | 2 : 0     | Rumunjska | Stade de Suisse, Wankdorf, Bern Broj gledatelja: 30.777 Sudac: Massimo Busacca |
| Huntelaar 54' van Persie 87' | Izvještaj |           | Stade de Suisse, Wankdorf, Bern Broj gledatelja: 30.777 Sudac: Massimo Busacca |

| 17. lipnja 2008. 20:45 |           |                               |                                                                        |
| Francuska              | 0 : 2     | Italija                       | Letzigrund Stadion, Zürich Broj gledatelja: 30.585 Sudac: Ľuboš Micheľ |
|                        | Izvještaj | Pirlo 25' (11 m) De Rossi 62' | Letzigrund Stadion, Zürich Broj gledatelja: 30.585 Sudac: Ľuboš Micheľ |

#### Skupina D
| Momčad              | Uta. | Pob. | Izj. | Por. | Po. | Pr. | Gr. | Bod. |
| ------------------- | ---- | ---- | ---- | ---- | --- | --- | --- | ---- |
| Španjolska (sastav) | 3    | 3    | 0    | 0    | 8   | 3   | +5  | 9    |
| Rusija              | 3    | 2    | 0    | 1    | 4   | 4   | 0   | 6    |
| Švedska             | 3    | 1    | 0    | 2    | 3   | 4   | -1  | 3    |
| Grčka (sastav)      | 3    | 0    | 0    | 3    | 1   | 5   | -4  | 0    |

| 10. lipnja 2008. 18:00            |           |                 |                                                                            |
| Španjolska                        | 4 : 1     | Rusija          | Tivoli-Neu Stadion, Innsbruck Broj gledatelja: 30.772 Sudac: Konrad Plautz |
| Villa 20', 44', 75' Fàbregas 91+' | Izvještaj | Pavljučenko 86' | Tivoli-Neu Stadion, Innsbruck Broj gledatelja: 30.772 Sudac: Konrad Plautz |

| 10. lipnja 2008. 20:45 |           |                             |                                                                                  |
| Grčka                  | 0 : 2     | Švedska                     | Wals Siezenheim Stadium, Salzburg Broj gledatelja: 31.063 Sudac: Massimo Busacca |
|                        | Izvještaj | Ibrahimović 67' Hansson 72' | Wals Siezenheim Stadium, Salzburg Broj gledatelja: 31.063 Sudac: Massimo Busacca |

| 14. lipnja 2008. 18:00 |           |                       |                                                                          |
| Švedska                | 1 : 2     | Španjolska            | Tivoli-Neu Stadion, Innsbruck Broj gledatelja: 30.772 Sudac: Pieter Vink |
| Ibrahimović 34'        | Izvještaj | Torres 15' Villa 92+' | Tivoli-Neu Stadion, Innsbruck Broj gledatelja: 30.772 Sudac: Pieter Vink |

| 14. lipnja 2008. 20:45 |           |              |                                                                                  |
| Grčka                  | 0 : 1     | Rusija       | Wals Siezenheim Stadium, Salzburg Broj gledatelja: 31.063 Sudac: Roberto Rosetti |
|                        | Izvještaj | Zirjanov 33' | Wals Siezenheim Stadium, Salzburg Broj gledatelja: 31.063 Sudac: Roberto Rosetti |

| 18. lipnja 2008. 20:45 |           |                         |                                                                              |
| Grčka                  | 1 : 2     | Španjolska              | Wals Siezenheim Stadium, Salzburg Broj gledatelja: 30.883 Sudac: Howard Webb |
| Charisteas 42'         | Izvještaj | de la Red 61' Güiza 88' | Wals Siezenheim Stadium, Salzburg Broj gledatelja: 30.883 Sudac: Howard Webb |

| 18. lipnja 2008. 20:45      |           |         |                                                                                 |
| Rusija                      | 2 : 0     | Švedska | Tivoli-Neu Stadion, Innsbruck Broj gledatelja: 30.772 Sudac: Frank de Bleeckere |
| Pavljučenko 24' Aršavin 50' | Izvještaj |         | Tivoli-Neu Stadion, Innsbruck Broj gledatelja: 30.772 Sudac: Frank de Bleeckere |

### Pregled natjecanja nakon skupina
|  | Četvrtfinale                           | Četvrtfinale                           |                                        |       | Polufinale | Polufinale |  |  | Finale | Finale |
|  |                                        |                                        |                                        |       |            |            |  |  |        |        |
|  | 19. lipnja – St. Jakob-Park, Basel     |                                        |                                        |       |            |            |  |  |        |        |
|  |                                        |                                        |                                        |       |            |            |  |  |        |        |
|  | Portugal                               | 2                                      |                                        |       |            |            |  |  |        |        |
|  | Portugal                               | 2                                      | 25. lipnja – St. Jakob-Park, Basel     |       |            |            |  |  |        |        |
|  | Njemačka                               | 3                                      |                                        |       |            |            |  |  |        |        |
|  | Njemačka                               | 3                                      | Njemačka                               | 3     |            |            |  |  |        |        |
|  | 20. lipnja – Ernst Happel Stadion, Beč |                                        | Njemačka                               | 3     |            |            |  |  |        |        |
|  |                                        | Turska                                 | 2                                      |       |            |            |  |  |        |        |
|  | Hrvatska                               | Turska                                 | 2                                      | 1 (1) |            |            |  |  |        |        |
|  | Hrvatska                               |                                        | 29. lipnja – Ernst Happel Stadion, Beč | 1 (1) |            |            |  |  |        |        |
|  | Turska (11 m)                          | 1 (3)                                  |                                        |       |            |            |  |  |        |        |
|  | Turska (11 m)                          | 1 (3)                                  | Njemačka                               | 0     |            |            |  |  |        |        |
|  | 21. lipnja – St. Jakob-Park, Basel     |                                        | Njemačka                               | 0     |            |            |  |  |        |        |
|  |                                        | Španjolska                             | 1                                      |       |            |            |  |  |        |        |
|  | Nizozemska                             | Španjolska                             | 1                                      | 1     |            |            |  |  |        |        |
|  | Nizozemska                             | 26. lipnja – Ernst Happel Stadion, Beč |                                        | 1     |            |            |  |  |        |        |
|  | Rusija (prod.)                         | 3                                      |                                        |       |            |            |  |  |        |        |
|  | Rusija (prod.)                         | 3                                      | Rusija                                 | 0     |            |            |  |  |        |        |
|  | 22. lipnja – Ernst Happel Stadion, Beč |                                        | Rusija                                 | 0     |            |            |  |  |        |        |
|  |                                        | Španjolska                             | 3                                      |       |            |            |  |  |        |        |
|  | Španjolska (11 m)                      | Španjolska                             | 3                                      | 0 (4) |            |            |  |  |        |        |
|  | Španjolska (11 m)                      |                                        |                                        | 0 (4) |            |            |  |  |        |        |
|  | Italija                                | 0 (2)                                  |                                        |       |            |            |  |  |        |        |
|  | Italija                                | 0 (2)                                  |                                        |       |            |            |  |  |        |        |

#### Četvrtzavršnica
| 19. lipnja 2008. 20:45     |           |                                          |                                                                       |
| Portugal                   | 2 : 3     | Njemačka                                 | St. Jakob-Park, Basel Broj gledatelja: 39.374 Sudac: Peter Fröjdfeldt |
| Nuno Gomes 40' Postiga 87' | Izvještaj | Schweinsteiger 22' Klose 26' Ballack 61' | St. Jakob-Park, Basel Broj gledatelja: 39.374 Sudac: Peter Fröjdfeldt |

| 20. lipnja 2008. 20:45 |                      |             |                                                                          |
| Hrvatska               | 1 : 1 (1 : 3) (11 m) | Turska      | Ernst Happel Stadion, Beč Broj gledatelja: 51.428 Sudac: Roberto Rosetti |
| Klasnić 119'           | Izvještaj            | Semih 122'+ | Ernst Happel Stadion, Beč Broj gledatelja: 51.428 Sudac: Roberto Rosetti |

|                                                                     |       | jedanaesterci                       |  |  |
| Modrić: promašio Srna: gol Rakitić: promašio Petrić: vratar obranio | 1 : 3 | Turan: gol Semih: gol Altintop: gol |  |  |
|                                                                     |       |                                     |  |  |

| 21. lipnja 2008. 20:45 |                    |                                             |                                                                   |
| Nizozemska             | 1 : 3 (Produžetci) | Rusija                                      | St. Jakob-Park, Basel Broj gledatelja: 38.374 Sudac: Ľuboš Micheľ |
| van Nistelrooij 86'    | Izvještaj          | Pavljučenko 56' Torbinski 112' Aršavin 116' | St. Jakob-Park, Basel Broj gledatelja: 38.374 Sudac: Ľuboš Micheľ |

| 22. lipnja 2008. 20:45 |                      |         |                                                                         |
| Španjolska             | 0 : 0 (4 : 2) (11 m) | Italija | Ernst Happel Stadion, Beč Broj gledatelja: 48.000 Sudac: Herbert Fandel |
|                        | Izvještaj            |         | Ernst Happel Stadion, Beč Broj gledatelja: 48.000 Sudac: Herbert Fandel |

|                                                                        |       | jedanaesterci                                                                  |  |  |
| Villa: gol Cazorla: gol Senna: gol Güiza: vratar obranio Fàbregas: gol | 4 : 2 | Grosso: gol De Rossi: vratar obranio Camoranesi: gol Di Natale: vratar obranio |  |  |
|                                                                        |       |                                                                                |  |  |

#### Poluzavršnica
| 25. lipnja 2008. 20:45                |           |                          |                                                                      |
| Njemačka                              | 3 : 2     | Turska                   | St. Jakob-Park, Basel Broj gledatelja: 39.374 Sudac: Massimo Busacca |
| Schweinsteiger 26' Klose 79' Lahm 90' | Izvještaj | Uğur Boral 22' Semih 86' | St. Jakob-Park, Basel Broj gledatelja: 39.374 Sudac: Massimo Busacca |

| 26. lipnja 2008. 20:45 |           |                              |                                                                             |
| Rusija                 | 0 : 3     | Španjolska                   | Ernst Happel Stadion, Beč Broj gledatelja: 51.428 Sudac: Frank de Bleeckere |
|                        | Izvještaj | Xavi 50' Güiza 73' Silva 82' | Ernst Happel Stadion, Beč Broj gledatelja: 51.428 Sudac: Frank de Bleeckere |

### Završnica
| 29. lipnja 2008. 20:45 |           |            |                                                                          |
| Njemačka               | 0 : 1     | Španjolska | Ernst Happel Stadion, Beč Broj gledatelja: 51.428 Sudac: Roberto Rosetti |
|                        | Izvještaj | Torres 33' | Ernst Happel Stadion, Beč Broj gledatelja: 51.428 Sudac: Roberto Rosetti |

| Njemačka | Španjolska |

| NJEMAČKA:   |    |                        |     |     |
|             |    |                        |     |     |
| GK          | 1  | Jens Lehmann           |     |     |
| RB          | 3  | Arne Friedrich         |     |     |
| CB          | 17 | Per Mertesacker        |     |     |
| CB          | 21 | Christoph Metzelder    |     |     |
| LB          | 16 | Philipp Lahm           | 46' |     |
| CM          | 8  | Torsten Frings         |     |     |
| CM          | 15 | Thomas Hitzlsperger    | 58' |     |
| RW          | 7  | Bastian Schweinsteiger |     |     |
| AM          | 13 | Michael Ballack        | 43' |     |
| LW          | 20 | Lukas Podolski         |     |     |
| CF          | 11 | Miroslav Klose         | 79' |     |
| Izmjene:    |    |                        |     |     |
| DF          | 2  | Marcell Jansen         | 46' |     |
| FW          | 22 | Kevin Kurányi          | 87' | 58' |
| FW          | 9  | Mario Gómez            | 79' |     |
| Izbornik:   |    |                        |     |     |
| Joachim Löw |    |                        |     |     |

| ŠPANJOLSKA:   |    |                 |     |     |
|               |    |                 |     |     |
| GK            | 1  | Iker Casillas   | 43' |     |
| RB            | 15 | Sergio Ramos    |     |     |
| CB            | 4  | Carlos Marchena |     |     |
| CB            | 5  | Carles Puyol    |     |     |
| LB            | 11 | Joan Capdevila  |     |     |
| DM            | 19 | Marcos Senna    |     |     |
| RM            | 6  | Andrés Iniesta  |     |     |
| CM            | 8  | Xavi Hernández  |     |     |
| CM            | 10 | Cesc Fàbregas   | 63' |     |
| LM            | 21 | David Silva     | 66' |     |
| CF            | 9  | Fernando Torres | 74' | 78' |
| Izmjene:      |    |                 |     |     |
| MF            | 14 | Xabi Alonso     | 63' |     |
| MF            | 12 | Santi Cazorla   | 66' |     |
| FW            | 17 | Dani Güiza      | 78' |     |
| Izbornik:     |    |                 |     |     |
| Luis Aragonés |    |                 |     |     |

| Igrač utakmice: Fernando Torres Pomoćni suci: Alessandro Griselli Paolo Calcagno Četvrti sudac: Peter Fröjdfeldt |

|        | Statistika         |       |
| ------ | ------------------ | ----- |
| 0      | broj golova        | 1     |
| 3      | ukupno udaraca     | 12    |
| 2      | udarci pokraj gola | 5     |
| 1      | udarci prema golu  | 7     |
| 22     | prekršaji          | 19    |
| 2      | Opomenut           | 2     |
| 0      | Isključen          | 0     |
| 5      | zaleđa             | 4     |
| 4      | udarci iz kuta     | 7     |
| 51%    | posjed lopte       | 49%   |
| 100,35 | pretrčali (km)     | 99,94 |

## Statistike
Napomene: Igrači čija su imena napisana zlatnom bojom pripadaju momčadi koja je osvojila prvenstvo, a oni čija su imena napisana srebrnom pripadaju momčadi koja je bila druga. 
| Prvi pogodak - Václav Svěrkoš – 71. minuta (Švicarska 0:1 Češka) Najbrži pogodak - Luka Modrić – 4. minuta (jedanaesterac) (Austrija 0:1 Hrvatska) Najkasniji pogodak - Semih Şentürk – 122. minuta (Hrvatska 1:1 Turska; 1:3 (11 m)) Prvi žuti karton - Ludovic Magnin – 59. minuta (Švicarska 0:1 Češka) Prvi crveni karton - Bastian Schweinsteiger – 92. minuta (Hrvatska 2:1 Njemačka) Najviše golova na utakmici - Španjolska 4:1 Rusija - Nizozemska 4:1 Francuska - Turska 3:2 Češka - Portugal 2 :3 Njemačka - Njemačka 3:2 Turska Najmanje golova na utakmici - Rumunjska 0:0 Francuska - Španjolska 0:0 Italija Najstariji igrač s nastupom - Ivica Vastić – 38 godina Najmlađi igrač s nastupom - Eren Derdiyok – 20 godina Najstariji igrač s postignutim golom - Ivica Vastić – 38 godina (Austrija 1:1 Poljska) Najmlađi igrač s postignutim golom - Cesc Fàbregas – 21 godina (Španjolska 4:1 Rusija) Prvi hat-trick - David Villa (Španjolska 4:1 Rusija) Igrač s najviše postignutuh pogodaka na jednoj utakmici - David Villa – 3 pogotka (Španjolska 4:1 Rusija) Momčad s najviše postignutih pogodaka - Španjolska – 12 pogodaka Momčad s najviše primljenih pogodaka - Turska – 9 pogodaka Momčad s najmanje primljenih pogodaka - Hrvatska – 2 pogotka Momčad s najmanje postignutih pogodaka - Francuska – 1 pogodak - Rumunjska – 1 pogodak - Austrija – 1 pogodak - Poljska – 1 pogodak - Grčka – 1 pogodak | Zadnji put ažurirano: 29. lipnja 2008. \| Broj pogodaka \| Nogometaš \| \| ------------------------ \| -------------- \| \| \| David Villa \| \| \| Lukas Podolski \| \| Roman Pavljučenko \| \| \| Hakan Yakin \| \| \| Semih Şentürk \| \| \| \| Ivan Klasnić \| \| Wesley Sneijder \| \| \| Robin van Persie \| \| \| Ruud van Nistelrooij \| \| \| Michael Ballack \| \| \| Bastian Schweinsteiger \| \| \| Miroslav Klose \| \| \| Andrej Aršavin \| \| \| Zlatan Ibrahimović \| \| \| Dani Güiza \| \| \| Fernando Torres \| \| \| Nihat Kahveci \| \| \| Arda Turan \| \| \| \| Ivica Vastić \| \| Václav Svěrkoš \| \| \| Libor Sionko \| \| \| Jan Koller \| \| \| Jaroslav Plašil \| \| \| Thierry Henry \| \| \| Angelos Charisteas \| \| \| Luka Modrić \| \| \| Ivica Olić \| \| \| Darijo Srna \| \| \| Christian Panucci \| \| \| Andrea Pirlo \| \| \| Daniele De Rossi \| \| \| Giovanni van Bronckhorst \| \| \| Dirk Kuijt \| \| \| Klaas-Jan Huntelaar \| \| \| Arjen Robben \| \| \| Philipp Lahm \| \| \| Roger Guerreiro \| \| \| Pepe \| \| \| Raul Meireles \| \| \| Deco \| \| \| Cristiano Ronaldo \| \| \| Ricardo Quaresma \| \| \| Nuno Gomes \| \| \| Hélder Postiga \| \| \| Adrian Mutu \| \| \| Konstantin Zirjanov \| \| \| Dmitri Torbinski \| \| \| Cesc Fàbregas \| \| \| Rubén de la Red \| \| \| David Silva \| \| \| Xavi Hernández \| \| \| Petter Hansson \| \| \| Uğur Boral \| \| |
| Broj pogodaka | Nogometaš |
| | David Villa |
| | Lukas Podolski |
| Roman Pavljučenko | |
| Hakan Yakin | |
| Semih Şentürk | |
| | Ivan Klasnić |
| Wesley Sneijder | |
| Robin van Persie | |
| Ruud van Nistelrooij | |
| Michael Ballack | |
| Bastian Schweinsteiger | |
| Miroslav Klose | |
| Andrej Aršavin | |
| Zlatan Ibrahimović | |
| Dani Güiza | |
| Fernando Torres | |
| Nihat Kahveci | |
| Arda Turan | |
| | Ivica Vastić |
| Václav Svěrkoš | |
| Libor Sionko | |
| Jan Koller | |
| Jaroslav Plašil | |
| Thierry Henry | |
| Angelos Charisteas | |
| Luka Modrić | |
| Ivica Olić | |
| Darijo Srna | |
| Christian Panucci | |
| Andrea Pirlo | |
| Daniele De Rossi | |
| Giovanni van Bronckhorst | |
| Dirk Kuijt | |
| Klaas-Jan Huntelaar | |
| Arjen Robben | |
| Philipp Lahm | |
| Roger Guerreiro | |
| Pepe | |
| Raul Meireles | |
| Deco | |
| Cristiano Ronaldo | |
| Ricardo Quaresma | |
| Nuno Gomes | |
| Hélder Postiga | |
| Adrian Mutu | |
| Konstantin Zirjanov | |
| Dmitri Torbinski | |
| Cesc Fàbregas | |
| Rubén de la Red | |
| David Silva | |
| Xavi Hernández | |
| Petter Hansson | |
| Uğur Boral | |

## Nagrade
| Pobjednici Europskog nogometnog prvenstva 2008. |
| ŠPANJOLSKA Drugi naslov                         |

| Dobitnik zlatne kopačke: | Dobitnik zlatne lopte: |
| ------------------------ | ---------------------- |
| David Villa              | Xavi Hernández         |

### Idealna momčad
| Vratari                                          | Braniči                                                             | Veznjaci | Napadači                                                     |
| ------------------------------------------------ | ------------------------------------------------------------------- | --- | ------------------------------------------------------------ |
| Gianluigi Buffon Iker Casillas Edwin van der Sar | Bosingwa Pepe Philipp Lahm Carlos Marchena Carles Puyol Juri Žirkov | Hamit Altıntop Luka Modrić Marcos Senna Xavi Hernández Cesc Fàbregas Andrés Iniesta Konstantin Zirjanov Michael Ballack Lukas Podolski Wesley Sneijder | Andrej Aršavin Roman Pavljučenko David Villa Fernando Torres |

## Konačne pozicije
Iako Europsko prvenstvo nije liga, konačne pozicije su jako važne zbog kalkuliranja za sljedeće ždrijebanje. Trenutna tablica je napravljena po istom kriteriju kao i tabela za svjetsko prvenstvo 2002.:
1. Finale i utakmica za 3. mjesto: Finalisti dobivaju 1. i 2. mjesto, a trećeplasirani i četvrti na turniru 3. i 4. mjesto.
2. Došli do skupine: Momčadi u plavom su bili u finalu, u svijetlo plavom su izgubili u finalu, u svijetlo narančastoj su ispali u četvrt finalu, a momčadi u sivom su ispale u skupini.
3. Bodovi: 3 za pobjedu uključujući i produžetke, 1 za neriješeno uključujući i utakmici riješenu izvođenjem jedanaesteraca, 0 za poraz uključujući i produžetke, A-- u stupcu neriješenih utakmica znači da je momčad izgubila na jedanaesterce, a a + znači da je momčad pobijedila na jedanaesterce.
4. Gol-razlika: Uključuje i natjecanje poslije skupina
5. Postignutih golova: Uključuje i natjecanje poslije skupina

| Mjesto | Momčad     | Skupina | Bod. | Uta. | Pob. | Izj. | Por. | PoP. | PrP. | GR |
| ------ | ---------- | ------- | ---- | ---- | ---- | ---- | ---- | ---- | ---- | -- |
| 1.     | Španjolska | D       | 16   | 6    | 5    | 1+   | 0    | 12   | 3    | +9 |
| 2.     | Njemačka   | B       | 12   | 6    | 4    | 0    | 2    | 10   | 7    | +3 |
| 3.     | Rusija     | D       | 9    | 5    | 3    | 0    | 2    | 7    | 8    | -1 |
| 4.     | Turska     | A       | 7    | 5    | 2    | 1+   | 2    | 8    | 9    | -1 |
| 5.     | Hrvatska   | B       | 10   | 4    | 3    | 1--  | 0    | 5    | 2    | +3 |
| 6.     | Nizozemska | C       | 9    | 4    | 3    | 0    | 1    | 10   | 4    | +8 |
| 7.     | Portugal   | A       | 6    | 4    | 2    | 0    | 2    | 7    | 6    | +1 |
| 8.     | Italija    | C       | 5    | 4    | 1    | 2--  | 1    | 3    | 4    | −1 |
| 9.     | Švicarska  | A       | 3    | 3    | 1    | 0    | 2    | 3    | 3    | 0  |
| 10.    | Švedska    | D       | 3    | 3    | 1    | 0    | 2    | 3    | 4    | -1 |
| 11.    | Češka      | A       | 3    | 3    | 1    | 0    | 2    | 4    | 6    | -2 |
| 12.    | Rumunjska  | C       | 2    | 3    | 0    | 2    | 1    | 1    | 3    | -2 |
| 13.    | Austrija   | B       | 1    | 3    | 0    | 1    | 2    | 1    | 3    | -2 |
| 14.    | Poljska    | B       | 1    | 3    | 0    | 1    | 2    | 1    | 4    | -3 |
| 15.    | Francuska  | C       | 1    | 3    | 0    | 1    | 2    | 1    | 6    | -5 |
| 16.    | Grčka      | D       | 0    | 3    | 0    | 0    | 3    | 1    | 5    | -4 |

## Maskote
Dvije službene maskote, izabrane su nakon glasovanja u Austriji i Švicarskoj. Biralo se između imena: 
- Zagi i Zigi
- Flitz i Bitz
- Trix i Flix.

Dobivši 36,3% glasova, izabrani su Trix i Flix.

## Lopta
Službena lopta europskog prvenstva 2008 je: "Europass" adidas.

## Slogan
Slogan je izabran 24. siječnja 2007. i glasi: Očekuj emocije (eng. Expect Emotions, njem. Erlebe Emotionen).
Izvršni šef UEFA-e Lars-Christer Olsson izjavio je: "Slogan opisuje srž onoga što Europsko prvenstvo 2008. ima za ponuditi: sve vrste emocija – radost, razočaranje, olakšanje ili visoke tenzije – sve do posljednjeg zvižduka."

## Zanimljivosti
- Prvi igrač s transplatiranim organom koji sudjeluje na Europskom prvenstvu je Ivan Klasnić, ujedno i prvi takav koji je zabio pogodak – 53. minuta (Poljska 0 : 1 Hrvatska)

## Vanjske poveznice
- Službene stranice